# Bandeira do Conselho Túrquico
A Bandeira do Conselho Túrquico é um dos símbolos do Conselho Túrquico.

## História
Em 22 de agosto de 2012, na 2ª Cúpula de Ministros das Relações Exteriores do Conselho de Cooperação dos Estados de Língua Túrquica, em Bishkek, Quirguistão, os representantes do países concordaram em adotar uma bandeira para a organizção.
A iniciativa veio por parte do ministro das Relações Exteriores da Turquia, Ahmet Davutoglu, que declarou que a bandeira combinaria os símbolos dos quatro países fundadores. “A bandeira combina o Sol na bandeira do Quirguistão, a cor azul da bandeira do Cazaquistão, a estrela da bandeira do Azerbaijão e o crescente da bandeira turca. Nossos países seguirão em frente graças a esta união”. Além disso, mencionou que "nenhum projeto é possível na Eurásia sem a participação de um estado turco".
A bandeira foi hasteada pela primeira em uma cerimônia realizada em 12 de outubro de 2012 no edifício do Conselho Túrquico, em Istambul, cabendo a honra aos presidentes da Turquia Abdullah Gül e do Cazaquistão Nursultan Nazarbayev.

## Características

Baghdad Amreyev, diplomata cazaque e atual Secretário Geral da organização. Ao fundo, a bandeira do Conselho Túrquico

O seu desenho consiste em um retângulo de fundo azul sobre o qual há um sol branco de quarenta raios ondulados. Sobre o sol, há uma crescente azul e uma estrela de oito pontas.
A bandeira é composta por elementos das bandeiras de todos os estados fundadores:
- O azul da Bandeira do Cazaquistão
- O sol da Bandeira do Quirguistão
- A crescente da Bandeira da Turquia
- A estrela de oito pontas da Bandeira do Azerbaijão

| Cazaquistão | Quirguistão | Turquia | Azerbaijão |
|             |             |         |            |

## Simbolismo
O simbolismo da bandeira está fortemente associado à diversidade, história e religião dos povos túrquicos. A cor azul, neste caso derivada da bandeira cazaque, é uma cor tradicionalmente associada aos povos de línguas turcomanas que compõem a população cazaque. Os raios solares da bandeira quirguiz também estão associados aos povos túrquicos quirguizes. O próprio símbolo solar também aparece na bandeira cazaque. A estrela de oito pontas da bandeira azeri também se refere aos povos túrquicos que compõem a população nacional.
A estrela e crescente é um símbolo iconográfico usado em vários contextos históricos, mas mais conhecido hoje como símbolo do antigo Império Otomano e, por extensão popular, do mundo islâmico, embora seja um símbolo bem mais antigo.